# صلح سبز
صلح سبز (به انگلیسی: Greenpeace) نام یک سازمان غیردولتی مدافع محیط زیست است که در بیش از ۴۰ کشور دفتر داشته و بخش هماهنگی‌های بین‌المللی آن در آمستردام هلند قرار دارد. صلح سبز هدف از تأسیسش را «اطمینان یافتن از توانایی زمین در پروراندن تمامی تنوعات زیستی» بیان داشته و بر روی مسایل جهانی‌ای همچون گرم‌شدن زمین، جنگل‌زدایی، صید بی‌رویه ماهیان، صید تجاری نهنگ و موضوعات هسته‌ای تمرکز دارد. این سازمان از شیوه‌های برخورد مستقیم، لابی کردن و پژوهش برای دستیابی به اهدافش استفاده می‌کند.
صلح سبز وابسته به هیچ نهاد دولتی نبوده و کمک مالی از هیچ دولت، شرکت یا حزب سیاسی‌ای را نمی‌پذیرد. هزینه‌های این سازمان بین‌المللی توسط ۲٫۸ میلیون حامی مستقل آن تأمین می‌شود. صلح سبز یک سازمان مردم‌نهاد است و به هیچ دولت، شرکت یا حزبی وابسته نیست. این سازمان کارکنان کمی دارد و تا حد زیادی متکی به نیروهای داوطلب و کمک‌های مالی مردمی است.

## تاریخچه
صلح سبز در ۱۹۷۱ در بریتیش کلمبیای کانادا و در اعتراض به آزمایش‌های اتمی آمریکا در جزیره آمچیتکا در آلاسکا شکل گرفت. این سازمان نامنسجم خیلی زود مورد توجه و حمایت حامیان محیط زیست قرار گرفت و توانست کمپین‌هایی را در زمینهٔ حفظ نسل رو به انقراض نهنگ‌ها، مبارزه با شکار فک‌ها، توقف دفن زباله‌های اتمی و مواد شیمیایی سمی در دریا و پایان دادن به آزمایش‌های اتمی به‌راه اندازد.
اعضای صلح سبز از روش‌های مستقیم و مسالمت‌آمیز برای مقابله با کسانی که محیط زیست را به خطر می‌انداختند استفاده می‌کردند که از آن جمله می‌توان به هدایت یک قایق کوچک بادی و قرار گرفتن در فاصلهٔ بین تفنگ‌های زوبین‌انداز شکارچیان نهنگ و نهنگ‌ها یا متصل کردن لوله‌های تخلیهٔ مواد سمی به درون اقیانوس یا جو به یکدیگر اشاره نمود. چنین اقدامات خطرناک و متهورانه‌ای انعکاسی وسیع در رسانه‌ها یافت و افکار عمومی را علیه اعمال مخرب محیط زیست برانگیخت.
صلح سبز در مبارزات زیست‌محیطی خود موفقیت‌هایی را نیز در بعد ملی و بین‌المللی به‌دست آورده‌است و همین امر سبب مقابلهٔ خشونت‌آمیز برخی دولت‌ها با آنان شده‌است. در ۱۰ ژوئیه ۱۹۸۵، یکی از کشتی‌های صلح سبز به‌نام جنگجوی رنگین‌کمان که قرار بود فعالان این سازمان را برای اعتراض به آزمایش‌های سلاح‌های اتمی جوی فرانسه به موروروآ آتول ببرد، هنگامی‌که در بندر اوکلند در نیوزیلند لنگر انداخته بود بر اثر انفجار دو بمب غرق شد. یکی از فعالان سازمان نیز در این انفجار جان خود را از دست داد. پس از این حادثه بررسی‌های به‌عمل آمده نشان داد که مأموران امنیتی فرانسه در این ماجرا دست داشته و آن‌ها کشتی را بمبگذاری کرده بودند. افشای این موضوع یک رسوایی بزرگ بین‌المللی را برای فرانسه به بار آورد و به استعفای وزیر دفاع و عزل رئیس سرویس‌های اطلاعاتی آن کشور منجر شد.

## در ایران
در سال ۱۳۸۰ هوتن دولتی فعال محیط زیست با همراهی چند تن دیگر به عنوان هیئت مؤسس، سازمان «صلح سبز ایران» را پایه‌گذاری نمود.